# Piramide van Neferirkare
De Piramide van Neferirkare is de grootste en best bewaarde piramide van de 5e dynastie. De piramide heet: De ba van Neferirkare.

## De piramide

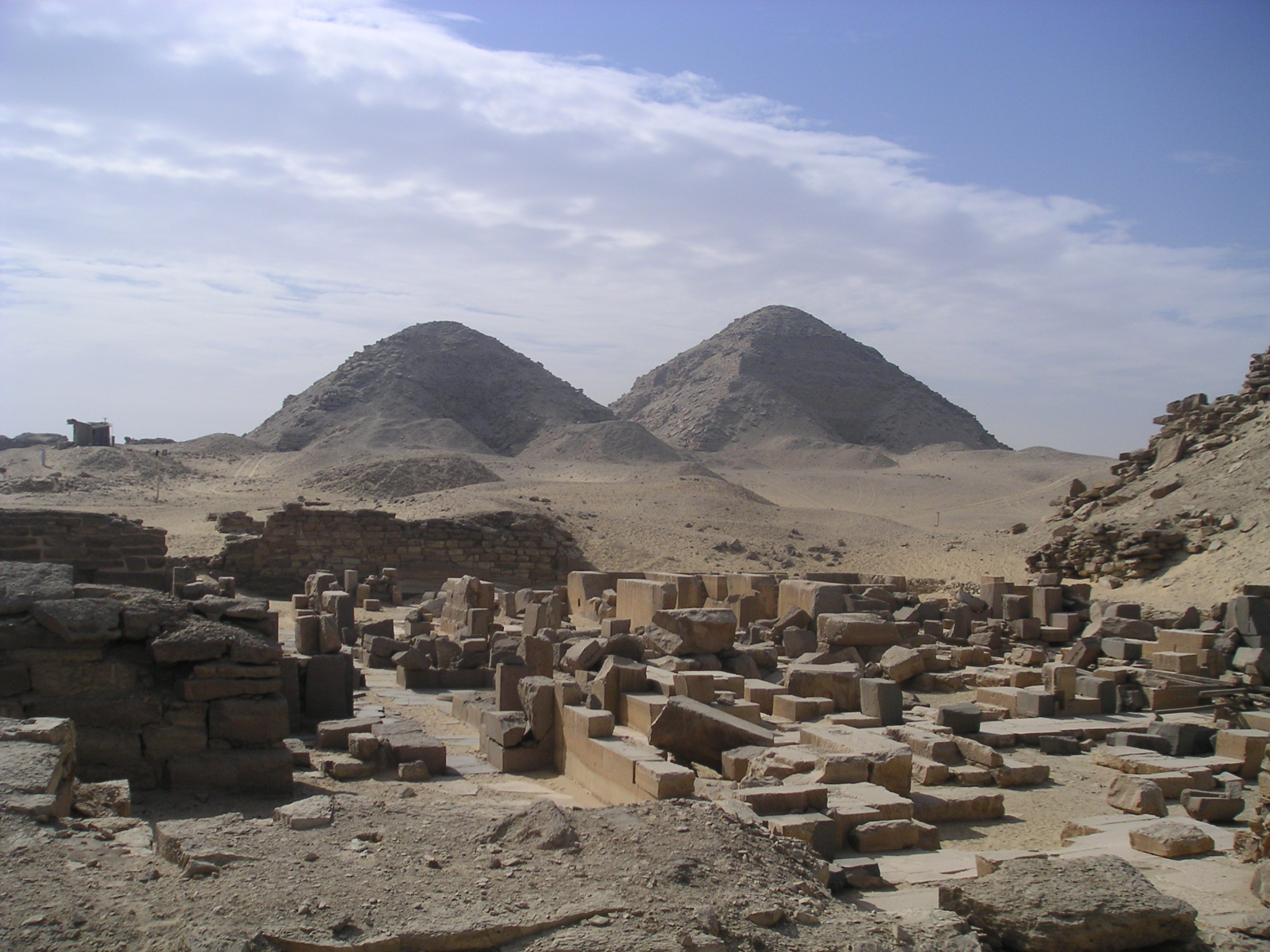
Piramides van Nioeserre (links) en Neferirkare

Hoewel de piramide Neferirkare is de grootste piramide van Aboesir maar helaas onvoltooid. Ze is nu nog 50 meter groot; 20 meter kleiner dan oorspronkelijk (72,8 m). Ze ligt in Aboesir en de lengte van de zijdes waren 105 meter. De ingang ligt in het noorden en geeft toegang tot de sacrofaagkamer die echter zwaar beschadigd is. Ten zuiden ligt de dodentempel. Deze is eveneens slecht bewaard doordat ze snel moest worden afgewerkt toen de farao plots stierf.
Hoe raar ook, de originele plannen voor de piramide was een trappenpiramide met zes lagen. De dagen van trappenpiramiden waren toentertijd allang over. Om onbekende redenen maakten de architecten de structuur van een "normale" piramide. Het werd verhoogd naar acht lagen en meer opgevuld. De blokken zijn in de opperste lagen slordiger afgewerkt dan beneden de piramide. Maar de deklaag is nooit gerealiseerd.

### Andere gebouwen
Buiten de piramide om zijn er nog allerlei gebouwen gebouwd van kalksteen en graniet.
- Een vestibule, bij de ingang
- Grote boten naast de piramide
- Dodentempel
- Hal om de offers neer te zetten
- Een bij-piramide voor Chentkaoes II
- Hal met 37 pilaren
- Een grote muur om het complex heen

Overzicht piramides van Aboesir
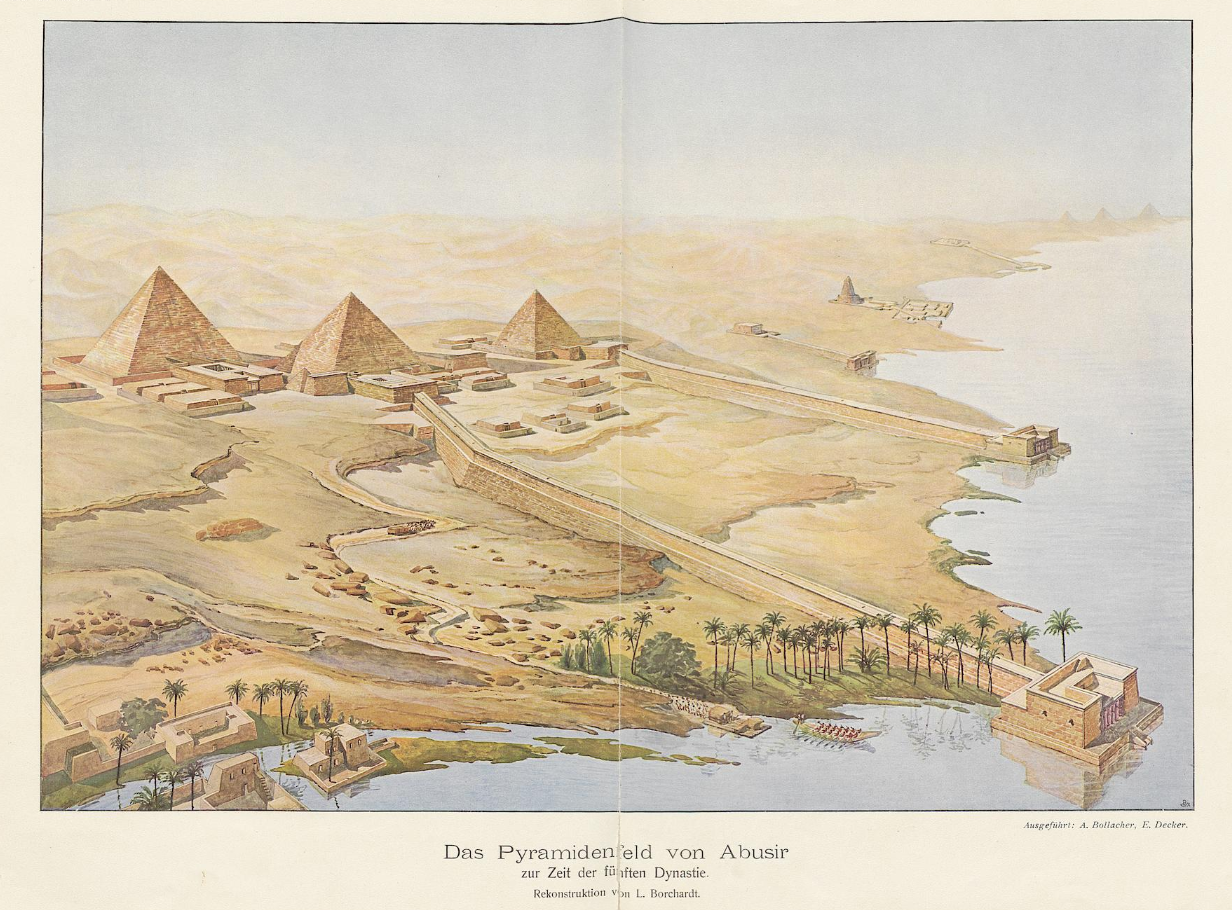
Artistieke impressie van de piramides van Aboesir (1907), Ludwig Borchardt
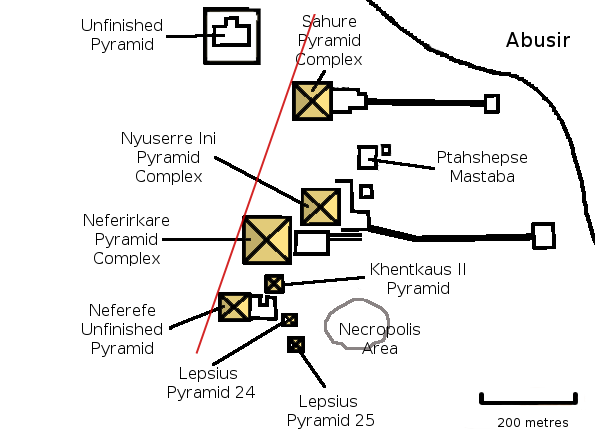
Schetsmatige plattegrond van Aboesir
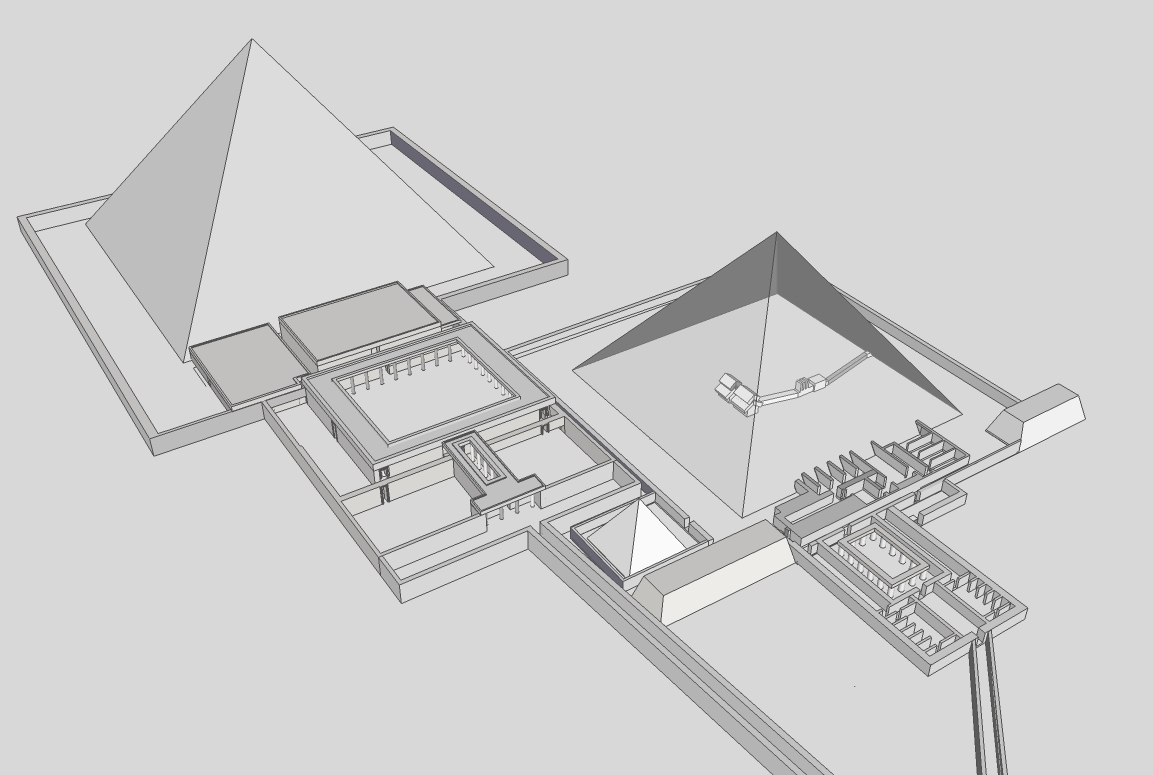
De piramide van Neferirkare (links) en de piramide van Nioeserre